# 凯斯勒现象
凯斯勒现象（Kessler Syndrome）或碰撞级联效应是由美国科学家唐纳德·J·凯斯勒（Donald J. Kessler）于1978年提出的一种理论假设。该假设认为当在近地轨道的运转的物体的密度达到一定程度时，将让这些物体在碰撞后产生的碎片能够形成更多的新撞击，形成级联效应。有學者認為，近地轨道将被危险的太空垃圾所覆盖。由于失去能够安全运行的轨道，在之后的数百年内太空探索和人造卫星的运用将变得无法实施。

## 相关页面
- 太空垃圾
- 地心引力 (電影)